# Olympische Sommerspiele 1968/Teilnehmer (Guinea)
| Gelbes Symbol für Goldmedaillen mit stilisierten Olympischen Ringen | Graues Symbol für Silbermedaillen mit stilisierten Olympischen Ringen | Braundes Symbol für Bronzemedaillen mit stilisierten Olympischen Ringen |
| ------------------------------------------------------------------- | --------------------------------------------------------------------- | ----------------------------------------------------------------------- |
| —                                                                   | —                                                                     | —                                                                       |

Guinea nahm an den Olympischen Sommerspielen 1968 in Mexiko-Stadt und damit zum ersten Mal an Olympischen Spielen teil. Die westafrikanische Nation konnte sich für das Fußballturnier qualifizieren, schied dort jedoch in der Gruppenphase aus.

## Teilnehmer nach Sportarten

### Fußball
Die von Naby Camara trainierte Olympiamannschaft verlor ihr erstes Spiel gegen Frankreich mit 1:3, im zweiten Spiel konnte sie gegen Kolumbien mit einem 3:2-Erfolg ihren ersten Sieg einfahren. In der entscheidenden Partie unterlag Guinea Gastgeber Mexiko deutlich mit 0:4, was letztlich den dritten Platz in der Gruppe A bedeutete.
- Kader
  - Tor

1 Morlaye Camara
19 Mamadi Sano
  - Abwehr

2 Pierre Bangoura
3 Ibrahima Fofana
4 Sékou Condé
5 Amadou Sankon
6 Mamadouba Soumah
  - Mittelfeld

7 Mamadouba Yamador Camara
8 Ibrahima Kandia Diallo
9 Fodé Bouya Camara
10 Chérif Souleymane
12 Samuel Smith
13 Jacob Bangoura
18 Soriba Soumah
  - Sturm

11 Maxime Camara
14 Petit Sory
15 Souleymane Sylla
16 Ali Badara Dia
17 Morciré Sylla